# Mùa cháy rừng ở Úc 2019–20
Mùa cháy rừng ở Úc năm 2019 – 20, còn được gọi là Mùa hè Đen, là một giai đoạn cháy rừng dữ dội ở nhiều nơi tại Úc.
Tháng 6 năm 2019, giám đốc Dịch vụ Cứu hỏa và Khẩn cấp Queensland cảnh báo về khả năng mùa cháy rừng bắt đầu sớm, vốn thường diễn ra từ tháng 8. Cảnh báo dựa trên dự báo cháy rừng ở Bắc Úc cho thấy điều kiện cực kỳ khô và độ ẩm của đất thấp, cùng với những đám cháy sớm ở trung tâm Queensland. Trong suốt mùa hè, hàng trăm đám cháy diễn ra, chủ yếu ở phía đông nam của nước này. Các đám cháy lớn đa phần xảy ra trong tháng 12 và tháng 1.
Tính đến tháng 3 năm 2020, các đám lửa đã lan ra hơn 12 triệu hécta (120.000 kilômét vuông), phá hủy hơn 5.900 tòa nhà (bao gồm 2.779 nhà ở) và giết chết ít nhất 34 người. Gần 3 tỷ cá thể động vật trên cạn – đa số là các loài bò sát – bị ảnh hưởng, và một số loài bị đe dọa được cho là đã tuyệt chủng. Ở đỉnh đám cháy, chất lượng không khí xuống mức nguy hiểm ở tất cả các bang phía nam và đông. Chi phí ứng phó với các đám cháy dự tính sẽ vượt quá con số 4,4 tỷ đô la Úc của cháy rừng Thứ Bảy Đen năm 2009, và doanh thu ngành du lịch giảm hơn 1 tỷ đô la Úc. Tuy nhiên, các chuyên gia ước tính cháy rừng có thể gây thiệt hại tài sản và kinh tế lên đến 103 tỷ đô la Úc, khiến nó trở thành thiên tai gây tổn thất nặng nề nhất lịch sử nước Úc. Gần 80 phần trăm dân số Úc bị ảnh hưởng trực tiếp hoặc gián tiếp bởi đám cháy. Đến ngày 7 tháng 1 năm 2020, đám khói đã di chuyển khoảng 11.000 kilômét (6.800 mi) qua phía nam Thái Bình Dương sang Chile và Argentina. Tính đến ngày 2 tháng 1 năm 2020, NASA ước tính đám cháy rừng đã thải ra 306 triệu tấn CO2.
Từ tháng 9 năm 2019 đến tháng 3 năm 2020, đám cháy tác động đến nhiều vùng của bang New South Wales. Tại phía đông và đông bắc bang Victoria, nhiều mảng rừng lớn bị cháy ngoài tầm kiểm soát suốt bốn tuần trước khi bốc lên vào tháng 12. Nhiều tình trạng khẩn cấp được ban bố khắp New South Wales, Victoria, và Lãnh thổ Thủ đô Úc. Lực lượng viện trợ từ khắp nước Úc được triệu tập để dập lửa và hỗ trợ những đội địa phương đã kiệt sức của New South Wales. Lực lượng Quốc phòng Úc được điều động để hỗ trợ từ trên không trong nỗ lực dập cháy và cung cấp nhân lực và logistics. Lính cứu hỏa, vật tư và thiết bị từ Canada, New Zealand, Singapore, và Hoa Kỳ, cùng một số nước khác, cũng góp phần hỗ trợ ứng phó với cháy rừng, đặc biệt tại New South Wales.
Trong cuộc khủng hoảng sau đó, một máy bay và hai trực thăng rơi trong lúc chữa cháy, với vụ rơi máy bay làm ba người chết. Hai xe cứu hỏa gặp tai nạn gây ra bởi điều kiện của đám cháy, khiến ba lính cứu hỏa thiệt mạng.
Đến ngày 4 tháng 3 năm 2020, tất cả đám cháy ở New South Wales đã được dập tắt (đến mức đó là lần đầu tiên bang không có đám cháy nào kể từ tháng 7 năm 2019), và các đám cháy ở Victoria đều được kiểm soát. Đám cháy cuối cùng của mùa xảy ra tại Lake Clifton, Tây Úc, vào đầu tháng 5.
Đã có nhiều tranh cãi về nguyên nhân dẫn đến mức độ và quy mô của đám cháy, bao gồm vai trò của việc quản lý cháy rừng và biến đổi khí hậu, thu hút sự quan tâm của quốc tế khi vụ cháy đạt đỉnh điểm. Việc các chính trị gia đi thăm những vùng bị ảnh hưởng nhận được phản ứng trái chiều, đặc biệt là Thủ tướng Scott Morrison. Người dân, tổ chức quốc tế, và nhân vật công chúng đã quyên góp số tiền xấp xỉ 500 triệu đô la Úc, cũng như lương thực, quần áo và thức ăn gia súc, cho việc cứu trợ và phục hồi hoang dã.

## Tổng quan
Từ tháng 9 năm 2019, các đám cháy đã tác động đến nhiều khu vực của bang New South Wales, như là North Coast, Mid North Coast, vùng Hunter, Hawkesbury và Wollondilly về phía tây của Sydney, Dãy núi Blue, Illawarra và South Coast, Riverina và Dãy núi Snowy, với tổng cộng hơn 100 đám lửa trên toàn bang. Tại phía đông và đông bắc bang Victoria, những mảng rừng lớn cháy ngoài tầm kiểm soát trong bốn tuần trước khi lan ra đến bìa rừng vào tháng 12, cướp đi sinh mạng, đe dọa nhiều thị trấn, đồng thời cô lập Corryong và Mallacoota. Tình trạng thảm họa được ban bố ở Đông Gippsland. Những đám cháy lớn xảy ra tại Adelaide Hills và Đảo Kangaroo ở Nam Úc và một số khu vực thuộc ACT. Những vùng bị ảnh hưởng nhẹ bao gồm đông nam Queensland và các vùng tây nam của Tây Úc, cùng một số khu vực ở Tasmania.
Ngày 12 tháng 11 năm 2019, vùng Greater Sydney tuyên bố nguy cơ cháy rừng thảm khốc lần đầu tiên kể từ khi mức độ này được đưa ra năm 2009 và ra lệnh cấm lửa hoàn toàn ở bảy vùng của New South Wales, bao gồm Greater Sydney. Khu vực Illawarra, Greater Hunter, và một số nơi khác cũng trải qua nguy cơ cháy rừng, bao gồm bắc New South Wales vốn đang bị lửa tàn phá.
Tính đến  ngày 14 tháng 1 năm 2020, 18,626 triệu hécta (46,03×106 mẫu Anh) diện tích rừng đã cháy trên khắp các bang và lãnh thổ Úc. Các nhà sinh thái học từ Đại học Sydney ước tính 480 triệu cá thể động vật có vú, chim, và bò sát đã mất kể từ tháng 9, đồng thời lo ngại  một số loài động thực vật có thể đã bị tuyệt chủng hoàn toàn bởi đám cháy; con số này sau được nâng lên thành một tỷ.

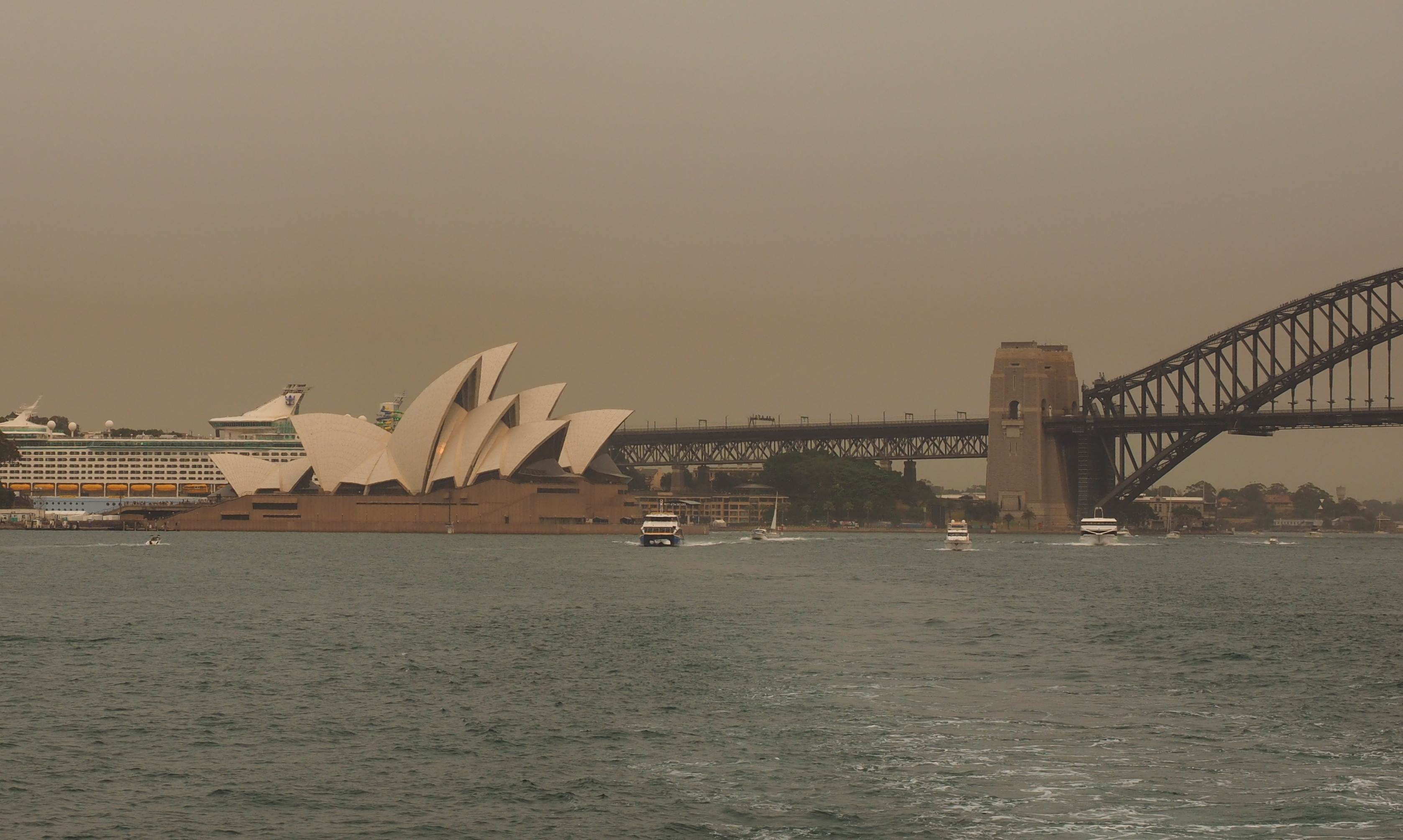
Khói từ đám cháy trên Nhà hát Opera Sydney và Cầu Cảng Sydney ngày 29 tháng 12 năm 2019

Tháng 2 năm 2020, các nhà nghiên cứu của Đại học Charles Sturt phát hiện rằng cái chết của chín con chuột khói là do "tổn thương phổi nghiêm trọng" gây ra bởi khói chứa các hạt PM2.5 từ đám cháy cách đó 50 kilomét.
Tại bang New South Wales, nơi bị ảnh hưởng nặng nề bởi đám cháy, 2.448 ngôi nhà, 284 cơ sở và hơn 5.000 nhà phụ đã bị phá hủy. Hai mươi sáu người được xác nhận là đã thiệt mạng từ tháng 10, ca tử vong cuối cùng là ngày 23 tháng 1 năm 2020. Đám cháy ở New South Wales là lớn nhất trong 25 năm qua, trở thành mùa cháy tồi tệ nhất của bang trong lịch sử. NSW cũng trải qua cụm cháy rừng liên tục lâu nhất trong lịch sử nước Úc, rộng hơn 4 triệu hecta, với báo cáo cho thấy đám cháy cao đến 70 mét. Để so sánh, cháy rừng California năm 2018 phá hủy 800.000 hecta và cháy rừng nhiệt đới Amazon 2019 đốt cháy 900.000 hecta đất rừng.
Tháng 12 năm 2019, Chính phủ New South Wales tuyên bố tình trạng khẩn cấp sau khi nhiệt độ cao kỷ lục và hạn hán kéo dài làm trầm trọng thêm đám cháy.
Do lo ngại về an ninh và áp lực dư luận, buổi trình diễn pháo hoa đón năm mới bị hủy ở New South Wales, bao gồm những sự kiện nổi tiếng tại Campbelltown, Liverpool, Parramatta, và khắp Northern Beaches ở Sydney, cũng như tại thủ đô Canberra. Với nhiệt độ vượt ngưỡng 49 độ C, Thủ hiến New South Wales Gladys Berejiklian ban bố tình trạng khẩn cấp mới kéo dài bảy ngày, bắt đầu từ 9 giờ sáng ngày 3 tháng 1 năm 2020.
Ngày 23 tháng 1, một máy bay chữa cháy Lockheed C-130 Hercules rơi ở Peak View gần Cooma trong khi đang xả nước xuống một đám cháy, dẫn đến cái chết của toàn bộ phi hành đoàn gồm ba người Mỹ. Đây là một trong 11 máy bay chữa cháy được mang từ Canada và Mỹ đến Úc. Một cuộc điều tra đang được tiến hành bởi ATSB nhằm xác định nguyên nhân vụ việc.
Ngày 31 tháng 1 năm 2020, Lãnh thổ Thủ đô Úc ban bố tình trạng khẩn cấp ở những khu vực ngoại ô Canberra khi một số đám cháy đe dọa đến thành phố, lan ra hơn 60.000 hecta.
Tháng 2 năm 2020, mưa lớn khắp miền đông nam nước Úc đã giúp dập tắt hàng chục đám cháy, đặc biệt là ở bang New South Wales. Đến ngày 13 tháng 2, cơ quan chức năng NSW tuyên bố tất cả đám cháy ở bang đã được dập tắt. Lượng mưa cao kỷ lục trong hơn 20 năm đã dẫn đến lũ quét ở Queensland, đồng thời khiến một số trường học ở New South Wales phải đóng cửa.
| Bang/lãnh thổ      | Tử vong | Nhà cửa bị mất | Diện tích (hecta) | Ghi chú                     |
| ------------------ | ------- | -------------- | ----------------- | --------------------------- |
| Lãnh thổ Bắc Úc    | 0       | 5              | 6.800.000         | [ 52 ] [ 86 ]               |
| New South Wales    | 26      | 2.448          | 5.500.000         | [ 57 ] [ 57 ]               |
| Queensland         | 0       | 48             | 2.500.000         | [ 52 ] [ 86 ] [ c ]         |
| Tây Úc             | 0       | 1              | 2.200.000         | [ 52 ] [ 86 ]               |
| Victoria           | 5       | 396            | 1.500.000         | [ 19 ] [ 52 ] [ 91 ]        |
| Nam Úc             | 3       | 151            | 490.000           | [ 52 ] [ 92 ] [ 93 ] [ 94 ] |
| Lãnh thổ Thủ đô Úc | 0       | 0              | 86.464            | [ 95 ]                      |
| Tasmania           | 0       | 2              | 36.000            | [ 52 ] [ 86 ]               |
| Tổng cộng          | 34      | 3.500+         | 18.700.000+       | [ d ] [ b ] [ 96 ] [ 97 ]   |

## Nguy cơ cháy rừng
Đánh giá Biến đổi Khí hậu Garnaut năm 2008 phát biểu rằng:
Những dự đoán về khả năng cháy rừng gần đây (Lucas, et al., 2007) cho thấy mùa cháy rừng sẽ bắt đầu sớm hơn, kết thúc muộn hơn, và nhìn chung sẽ trở nên nghiêm trọng hơn. Xu hướng này tăng theo thời gian, và sẽ có thể được quan sát trực tiếp năm 2020.

Để miêu tả những xu hướng cháy rừng mới, nghiên cứu của Lucas đưa ra hai phân loại thời tiết cháy rừng mới, "rất cực đoan" và "thảm khốc".
Tháng 4 năm 2019, một nhóm các cựu lãnh đạo lực lượng chữa cháy của Úc, Lãnh đạo Khẩn cấp cho Hành động Khí hậu, cảnh báo rằng Úc chưa sẵn sàng trước mùa cháy rừng sắp diễn ra. Họ kêu gọi thủ tướng tiếp theo gặp họ nhằm giúp "chỉ ra rằng [...] mối nguy hiểm của biến đổi khí hậu đang ngày càng gia tăng". Greg Mullins, một  lính cứu hỏa lão thành tại New South Wales và là một thành viên của Hội đồng Khí hậu, nói anh e rằng mùa hè sắp tới sẽ là "[mùa hè] tệ nhất tôi từng thấy" với lính cứu hỏa, và kêu gọi chính phủ ứng phó khẩn cấp trước nguy cơ của biến đổi khí hậu.
Tháng 8 năm 2019, CRC Cháy rừng và các Hiểm họa Tự nhiên xuất bản một báo cáo thường kỳ, đưa ra cảnh báo về "nguy cơ cháy trên trung bình" đối với nam và đông nam Queensland, khu vực bờ đông của New South Wales và Victoria, các phần ở Tây Úc và Nam Úc. Tháng 12 năm 2019, CRC Cháy rừng và các Hiểm họa Tự nhiên tiếp tục cập nhật những vùng có "nguy cơ cháy trên trung bình".

## Các vùng bị ảnh hưởng

### New South Wales
Giai đoạn Nguy hiểm Cháy rừng của NSW thường bắt đầu từ ngày 1 tháng 10 và kéo dài đến 31 tháng 3. Năm 2019–20, mùa cháy rừng bắt đầu sớm khi mà hạn hán ảnh hưởng đến 95 phần trăm diện tích bang, dẫn đến tình trạng khô và nóng khắp bang. Mười hai khu vực chính quyền địa phương bắt đầu Giai đoạn Nguy hiểm Cháy rừng sớm hai tháng so với thường lệ, từ ngày 1 tháng 8 năm 2019, và chín khu vực khác bắt đầu từ ngày 17 tháng 8 năm 2019. Trong tuần lễ trước ngày 10 tháng 2 năm 2020, một đợt mưa lớn diễn ra ở duyên hải New South Wales, dập tắt phần lớn đám cháy; 33 đám cháy còn sót lại đều không được kiểm soát, nằm ở Thung lũng Bega Valley và Dãy núi Snowy. Từ tháng 7 năm 2019 đến 13 tháng 2 năm 2020, Lực lượng Cứu hỏa Nông thôn NSW cho biết 11.264 đám cháy đã thiêu trụi 5,4 triệu hecta, phá hủy 2.439 căn nhà, và khoảng 24 triệu lít chất chữa cháy đã được sử dụng.